# Just Push Play
Just Push Play je album rock skupine Aerosmith. Izšel je leta 2001 pri založbi Columbia Records.

## Seznam skladb
1. "Beyond Beautiful" - 4:45
2. "Just Push Play" - 3:51
3. "Jaded" - 3:34
4. "Fly Away from Here" - 5:01
5. "Trip Hoppin'" - 4:27
6. "Sunshine" - 3:37
7. "Under My Skin" - 3:45
8. "Luv Lies" - 4:26
9. "Outta Your Head" - 3:22
10. "Drop Dead Gorgeous" - 3:42
11. "Light Inside" - 3:34
12. "Avant Garden" - 4:52